# Michael Hardie Boys

Michael Hardie Boys zusammen mit Bill Clinton (11. September 1999)

Sir Michael Hardie Boys GNZM GCMG QSO KStJ (* 6. Oktober 1931 in Wellington, Neuseeland; † 29. Dezember 2023) war ein neuseeländischer Jurist, Richter am Court of Appeal (Berufungsgericht) und von 1996 bis 2001 Neuseelands 17. Generalgouverneur.

## Frühe Jahre
Michael Hardie Boys wurde am 6. Oktober 1931 als ältester Sohn der Eheleute Reginald Hardie Boys und Edith May Bennett in Wellington geboren. Sein Vater war Richter am Supreme Court (Obersten Gerichtshof) in Wellington und seine Mutter Konzertsängerin aus Palmerston North. Hardie Boys besuchte die Hataitai School und das Wellington College, schloss sein Jurastudium an dem Victoria College mit dem Bachelor of Laws ab.

## Berufliche Karriere
Nach Abschluss seines Studiums arbeitete Hardie Boys als Jurist und später in einer Anwaltssozietät als Teilhaber der Firma Hardie Boys, Haldane, Scott.
Von 1973 bis 1979 war er Mitglied des Rates der Wellington District Law Society und 1979 deren Präsident. In der New Zealand Law Society war er Mitglied des Rates von 1976 bis 1979 und im Legal Aid Board (Gremium für Rechtshilfe) von 1974 bis 1980, die letzten zwei Jahre davon als deren Chairman (Vorsitzender). 1980 wurde er zum Richter des High Court in Neuseeland und 1989 zum Richter des Court of Appeal gewählt, sowie zum Beirat des Privy Council (Rat des Staates). Während dieser Zeit setzte er sich mit dem MMP-System (Mixed Member Proportional System (Personalisiertes Verhältniswahlrecht)) auseinander, bereiste Irland und Dänemark, um das dortige Parlamentarische System zu studieren. Er machte die politische Bedeutung des Wechsels zum MMP-System, welches zur Wahl am 12. Oktober 1996 erstmals zum Einsatz kam, deutlich und definierte die Rolle des General-Gouverneurs bei der Mehrheitsbildung zur Regierungsbildung.
Am 21. März 1996 wurde Hardie Boys zum 17. General-Gouverneur von Neuseeland berufen. Er hatte das Amt über die reguläre Amtszeit von fünf Jahren inne. Hardie Boys’ Amtszeit als Gouverneur war bis auf einen Konflikt am Waitangi Day im Jahr 2000, bei dem er als Vertreter der Krone sehr unfreundlich empfangen wurde, von wenig spektakulären Ereignissen geprägt, auch setzte er keine Meilensteine und war als Gouverneur eher unauffällig.

## Privates
Michael Hardie Boys war ab 1957 mit der Malerin Edith Mary Zohrab verheiratet. Aus der Ehe gingen zwei Töchter und zwei Söhne hervor. Er starb am 29. Dezember 2023 im Alter von 92 Jahren.

## Auszeichnungen
- 1994 – Honorary Bencher (Ehrensitz) im Gray’s Inn in London
- 1995 – Knight Grand Cross des Order of St. Michael and St. George (GCMG)
- 1995 – Ehrenmitglied des Wolfson College in Cambridge
- 1996 – Knight Grand Companion des New Zealand Order of Merit (GNZM), verliehen am 3. Juni 1996[4]
- 1997 – Verleihung des Dr. h. c. (honoris causa) im Bereich Jura durch die Victoria University in Wellington
- 2001 – Queen’s Service Order für Verdienste im Öffentlichen Dienst, verliehen am 21. März 2001[5]